# Jean-Luc Godard
Jean-Luc Godard (IPA: /ʒɑ̃lyk ɡɔdaʁ/), född 3 december 1930 i Paris, död 13 september 2022 i Rolle i Vaud, var en fransk-schweizisk filmregissör, manusförfattare och filmkritiker, som anses vara en av franska nya vågens främsta profiler.

## Biografi
År 1950 blev Jean-Luc Godard filmkritiker vid tidskriften Cahiers du cinéma, som blev en sorts plantskola för blivande nya vågen-regissörer. I mitten av 1950-talet började han att regissera kortfilmer och hans första långfilm Till sista andetaget kom 1960. Godard skapade drygt 130 filmer i många olika format varav de första tio är de mest kända, som En kvinna är en kvinna (1961),  Leva sitt liv (1962), Föraktet (1963), En rövarhistoria (1964), Tokstollen (1965), Alphaville (1965), Maskulinum – femininum (1966) och Kinesiskan (1967) med flera. Hans sista långfilmen blev Adieu au language (Goodbye to language) som kom 2014. Godards filmografi rymmer allt från publiksuccéer till politiska pamfletter, dokumentärer, filosofiska essäer, kortfilmer och experimentfilmer och hans filmer anses ha inspirerat generationer av filmskapare.
Godard tilldelades flera utmärkelser, bland andra Guldbjörnen  vid Filmfestivalen i Berlin för Alphaville (1965), en heders-César för serien  Histoire(s) du cinéma (1998) och en heders-Oscar (2011).
Jean-Luc Godard var fortsatt verksam och produktiv fram till 2020. Under ålderdomen var han bosatt i Rolle i Schweiz.
Godard var gift med den danskfödda skådespelaren Anna Karina åren 1961–1967. Hon spelade i sju av hans filmer. Han gifte sedan om sig med skådespelerskan och författaren Anne Wiazemsky, ett äktenskap som varade mellan 1967 och 1979.
Godard avled 2022 i Schweiz genom assisterat självmord.

## Filmteknik
Godard var berömd för att ha begått de så kallade sju filmdödssynderna. Han var en filmregissör som brukade göra det ovanliga, än vad de flesta regissörer brukar göra. De sju olika sakerna som ska finnas i en film enligt Hollywood-reglerna är följande:
- Narrativ vs. Icke narrativ
- Identifikation vs. Konstighet
- Transparens vs. Förgrund
- Enkel diegesis vs. Multipel diegesis
- Avslutning vs. Öppning
- Nöje vs. Missnöje
- Fiktion vs. Verklighet

Dessa sju saker som en Hollywoodfilm ska innehålla, är något som Jean-Luc valde att inte ta med i sina filmer. De flesta filmkritiker och filmhistoriker har valt att kalla denna filmstil för ”counter-cinéma”.

## Filmografi i urval
- 1960 – Till sista andetaget
- 1961 – En kvinna är en kvinna
- 1962 – Leva sitt liv
- 1963 – Föraktet
- 1963 – Den lille soldaten
- 1963 – Karabinjärerna
- 1963 – Ro.Go.Pa.G.
- 1964 – En rövarhistoria
- 1964 – En gift kvinna
- 1965 – Tokstollen
- 1965 – Alphaville
- 1966 – Maskulinum – femininum
- 1966 – Made in U.S.A
- 1967 – Utflykt i det röda
- 1967 – Två eller tre saker jag vet om henne
- 1967 – Kinesiskan
- 1968 – Sympathy for the Devil
- 1987 – King Lear
- 1972 – Allt går fint
- 1980 – Nu gäller det livet!
- 1982 – Passion
- 1983 – Förnamn Carmen
- 1985 – Je vous salue, Marie
- 1987 – Aria
- 1990 – Nya vågen
- 1998 – Histoire(s) du cinéma
- 2001 – Leve kärleken!
- 2004 – Vår tids musik
- 2010 – Film Socialism
- 2014 – Adieu au langage
- 2018 – Le Livre d'image